# Trevor Howard
Trevor Wallace Howard-Smith (født 29. september 1913, død 7. januar 1988), kendt som Trevor Howard, var en engelsk teater- og filmskuespiller.
Han gjorde scenedebut i 1934. Under 2. Verdenskrig fungerede han som en faldskærmsudspringer i First Airborne Division.
Han filmdebuterede i 1944 i  Vejen frem, men fik sit gennembrud i den bittersøde film Det korte møde (1945), som finder sted på en banegård i forstaden.
I første omgang havde han hovedsagelig romantiske roller, men gik derefter til helteroller og egentlige karakterroller. Gennem sin karrierer indspillede han 80 film. Med sin rolige, realistisk spillestil, han var en af britisk films mest populære skuespiller. Ved Oscaruddelingen i 1961 blev han nomineret til en Oscar for bedste mandlige hovedrolle for sin præstation i Sønner og elskere (1960).
Howard døde i kølvandet på en alvorlig influenza og bronkitis.